# Wong He
Wong He (nacido el 27 de julio de 1967), conocido también como Wong Hei, es un actor, cantante y presentador de televisión de Hong Kong. Conocido por sus interpretaciones como actor en la trilogía de bomberos "Flame Burning TVB". Como expolicía, Wong ha actuado principalmente, interpretando a autoridades que hacen cumplir la ley durante su carrera en TVB, que dio lugar a ciertos rumores a que su nombre artístico se basaba en el término cantonés "皇 气" (lit. "royal air"), un argot plazo para la Real Policía de Hong Kong. Wong practica la religión budista, a este dogma se convirtió en el año 2000. 

## Biografía
Nació en Hong Kong, Wong se crio en Tin Lam, donde asistió a la escuela "Kei SKH Hau", durante la escuela Secundaria. Tiene una hermana mayor y un hermano menor. Él era un ex Royal de Hong Kong, agente de la policía antes de entrar en la industria del espectáculo.

## Carrera
Wong comenzó su carrera en el espectáculo en 1992, como locutor de radio para una Radio Comercial llamado "Commercial Radio Hong Kong" y más adelante como un host para ATV.
En 1996, Wong se unió a TVB y protagonizó su primera serie de televisión "Nada que declarar". Se hizo popularmente conocido por su interpretar su personaje como Yau Chi Dak ("OK Dak") en el drama de TVB que fue un éxito, como "Manjar de amor". En 1997, Wong recibió su primera nominación como Mejor Actor en los Premios del aniversario de TVB por su actuación en la serie "Protección mortal". Ese mismo año, protagonizó una comedia de Wong TVB junto a un duro equipo.
En 1998, Wong obtuvo su primer papel importante cuando interpretó a un bombero en la exitosa serie "Flame Burning" en TVB. Fue nominado como uno de los cinco finalistas como Mejor Actor en los Premios 1999 del aniversario de TVB. Burning Flame Wong, hizo un nombre muy conocido y lo llevó a la represalia de su personaje principal interpretando a un bombero en la secuela de Burning Flame II en 2002. Wong ganó el Premio de Personaje favorito de LA televisión por su papel Kei Tak en Burning Flame II, en las concesiones del aniversario de TVB EN 2002.

## Filmografía

### Televisión
| Año  | Título                 | Personaje           | Canal          | Premios | Notes       |
| ---- | ---------------------- | ------------------- | -------------- | --- | ----------- |
| 1996 | Nothing to Declare     | Cheung Hou Fai      | TVB            | |             |
| 1996 | Food of Love           | Yau Chi Dak         | TVB            | |             |
| 1997 | Deadly Protection      | Chan Fu Gwai        | TVB            | Nominated – TVB Anniversary Award for Best Actor (Top 8) |             |
| 1997 | A Tough Side of a Lady | Ho Ko Sing          | TVB            | |             |
| 1998 | Burning Flame          | Lok Tin Yau         | TVB            | Nominated – TVB Anniversary Award for Best Actor (Top 5) |             |
| 1999 | Side Beat              | Chou Sai Fan        | TVB            | |             |
| 1999 | Sensitive New Age Guy  | Zhao Zheng Nan      | Singapur       | |             |
| 2000 | A Matter of Customs    | Lam Chi Kong        | TVB            | Nominated – TVB Anniversary Award for Best Actor Nominated – TVB Anniversary Award for My Favourite Television Character                                                                          |             |
| 2001 | A Step into the Past   | Drummer (cameo)     | TVB            | | (Episode 6) |
| 2001 | Jiao Feng              | Xu Jiang Hai        | Mainland China | |             |
| 2002 | Burning Flame II       | Kei Tak Tin (Peter) | TVB            | Won – TVB Anniversary Award for My Favourite Television Character Nominated – TVB Anniversary Award for Best Actor Nominated – TVB Anniversary Award for My Favourite On-Screen Partners (Dramas) |             |
| 2002 | Doomed to Oblivion     | Cheng Ban Kiu       | TVB            | |             |
| 2002 | Wind and Cloud         | Chun Seung (Frost)  | CTV Taiwán     | |             |
| 2003 | Romancing Hong Kong    | Yu Zhen Bang        | Mainland China | |             |
| 2004 | Net Deception          | Yiu Sing Tin (Eros) | TVB            | Won – Astro Wah Lai Toi Drama Awards for My Favourite Shot |             |
| 2004 | Shades of Truth        | Lam Chi-Chung (TC)  | TVB            | Nominated – TVB Anniversary Award for Best Actor |             |
| 2005 | Beauty Girls           | Zhuang Jia Ying     | Mainland China | |             |
| 2006 | Powder Leads a Race    | Chen Hao            | Mainland China | |             |
| 2006 | C.I.B. Files           | Chung Jing (Mark)   | TVB            | Nominated – TVB Award for Best Actor (Top 20) Nominated – TVB Award for My Favourite Male Character (Top 20)                                                                                      |             |
| 2007 | Fathers and Sons       | Ko Ching            | TVB            | Nominated – TVB Award for Best Actor (Top 20) Nominated – TVB Award for My Favourite Male Character (Top 24)                                                                                      |             |
| 2008 | Best Selling Secrets   | Ng Gung-Gan (Kilo)  | TVB            | |             |
| 2008 | The Gem of Life        | Shek Tai Wor        | TVB            | |             |
| 2009 | Burning Flame III      | Chung Yau Sing      | TVB            | Nominated – TVB Award for Best Actor (Top 15) Nominated – TVB Award for My Favourite Male Character (Top 15)                                                                                      |             |
| 2010 | Some Day               | Gau Man-fu          | TVB            | |             |
| 2010 | Twilight Investigation | Kei On-kui (Encore) | TVB            | |             |

### Películas
| Año  | Título                           | Personaje          | Notas                    |
| ---- | -------------------------------- | ------------------ | ------------------------ |
| 1994 | Touches of Love                  |                    |                          |
| 1995 | Mack the Knife                   | Tiger              | aka Dr. Mack             |
| 1995 | Passion 1995                     | Lung               |                          |
| 1995 | Husbands and Wives               |                    |                          |
| 1996 | The Killer Has No Return         | Dung Jan Wa        |                          |
| 1996 | Stooge, My Love                  | Biscuit            |                          |
| 1997 | Mad Stylist                      | Dee                |                          |
| 1997 | Love is Not a Game, But a Joke   | DJ of Sex Chatline |                          |
| 1999 | The Accident                     | Wong Man-Lok       |                          |
| 1999 | The Boss Up There                | Dog                |                          |
| 2000 | Legend of 2 Dragons              |                    |                          |
| 2000 | Sworn Revenge                    | Ching Fai          |                          |
| 2000 | Undercover Blues                 | Charles            |                          |
| 2001 | The Bird of Prey                 | To Ping            | TV-movie (TVB)           |
| 2001 | Zhan You                         |                    |                          |
| 2002 | Twilight Zone Cops: Models Angel | Chiu Zhong Han     |                          |
| 2002 | Love in Garden Street            | Ronald             |                          |
| 2002 | Memento                          | Officer Chow       |                          |
| 2003 | The Final Shot                   | Fai                | TV-movie (TVB)           |
| 2003 | Sai Kung Story                   | Ming               |                          |
| 2003 | The Story of Soccer Bet          |                    | aka Football Gambling    |
| 2003 | The Dark Side of My Mind         | Kent               |                          |
| 2004 | My Baby Shot Me Down             | Wong Wai Tim       |                          |
| 2004 | Men in a Blue Mood               | Pat                | aka Men in the Blue Mood |
| 2010 | Close to You                     |                    |                          |
| 2010 | Color Me Love                    |                    |                          |
| 2012 | Laugh and Cry Forbidden          |                    | Post-production          |
| 2012 | Love 789                         |                    | Filming                  |

## Discografía

### Álbumes
- 2001 Xi Xin Chang Ge (喜新唱歌) (EP)
- 2002 I Believe...Wong Hei
- 2002 Call Me In the Morning

### Temas musicales en televisión
- 2000 '"Love is the Sea" (戀愛是個海) A Matter of Customs ending theme song
- 2002 "Hardly Confused" (難得糊塗) Doomed to Oblivion opening theme song
- 2002 "Scanty with Words" (沉默寡言) Doomed to Oblivion ending theme song
- 2004 "Gray Terror" (灰色恐怖) Net Deception opening theme song
- 2004 "Worth"  (價值) Net Deception ending theme song
- 2004 "No Half Space" (沒有半分空間) Shades of Truth theme song
- 2010 "Mind Eater" (食腦) Twilight Investigation theme song

## Premios y nominaciones
- 1997: Next TV Awards- Most Promising New Actor
- 1997: Next TV Awards- Top 10 Artists (Ranked #9)
- 1997: TVB Anniversary Awards- Nominated Best Performance by an Actor in a Drama for Deadly Protection
- 1998: Next TV Awards- Top 10 Artists (Ranked #10)
- 1999: TVB Anniversary Awards- Nominated My Favourite Leading Actor of the Year for Burning Flame
- 2000: Golden Bauhinia Awards- Nominated Best Supporting Actor for The Boss Up There
- 2000: TVB Anniversary Awards- Nominated My Favourite Leading Actor of the Year for A Matter of Customs
- 2000: TVB Anniversary Awards- Nominated My Favourite Television Character for A Matter of Customs
- 2001: Next TV Awards- Top 10 Artists (Ranked #8)
- 2002: TVB Anniversary Awards- My Favourite Television Character for Burning Flame II
- 2002: TVB Anniversary Awards- Nominated My Favourite Leading Actor of the Year for Burning Flame II
- 2002: TVB Anniversary Awards- Nominated My Favourite On-Screen Partners (Dramas) for Burning Flame II
- 2003: Hong Kong 3 Weekly Magazine Popularity Awards- Popular Male Artist Award
- 2005: Malasia Astro Wah Lai Toi Drama Awards- My Favourite Shot for Net Deception
- 2005: TVB Anniversary Awards- Nominated Best Actor in a Leading Role for Shades of Truth
- 2006: TVB Anniversary Awards- Nominated Best Actor for C.I.B. Files
- 2006: TVB Anniversary Awards- Nominated My Favourite Male Character for C.I.B. Files
- 2007: TVB Anniversary Awards- Nominated Best Actor for Fathers and Sons
- 2007: TVB Anniversary Awards- Nominated My Favourite Male Character for Fathers and Sons
- 2009: Hong Kong Next Magazine Awards- Top 10 Healthy Artists
- 2009: Singapur i-Weekly Magazine Awards- Top 10 Most Loved Hong Kong Actors (Ranked #8)
- 2009: TVB Anniversary Awards- Nominated Best Actor for Burning Flame III
- 2009: TVB Anniversary Awards- Nominated My Favourite Male Character for Burning Flame III
- 2009: TVB Anniversary Awards- Nominated TVB.com Popular Artist